# Viridigona panamensis
Viridigona panamensis är en tvåvingeart som beskrevs av Stefan Naglis 2003. Viridigona panamensis ingår i släktet Viridigona och familjen styltflugor.
Artens utbredningsområde är Panama. Inga underarter finns listade i Catalogue of Life.